# Лекарство от любви
«Лека́рство от любви́», также «Сре́дства от любви́» и «Средство от любви» (лат. Remedia Amoris или Remedium Amoris) — античная дидактическая поэма древнеримского поэта Публия Овидия Назона, написанная в начале I века. Является продолжением поэмы «Наука любви» и завершает первый период творчества поэта.

## Сюжет и художественные особенности
«Лекарство от любви» представляет собой дидактическую поэму или стихотворный трактат, написанный элегическими двустишиями (всего 814 двустиший или 1628 строк). Поэма была написана как ответная реакция на критику, которую в определённой части общества вызвала его «Наука любви» и является её продолжением и своеобразным эпилогом. «Наука любви» состоит из трёх книг, где в первых двух поэт даёт советы мужчинам как правильно привлечь внимание женщины и обольстить её, а в последней, третьей книге — советы женщинам, как завоевать мужчину.
В «Лекарстве от любви», состоящей из одной книги, Овидий даёт те же советы, но с точностью наоборот: как разлюбить женщину, как избавиться от любовного увлечения и выйти из любовной игры. Например, если в «Науке любви» он даёт женщине совет, чтобы она скрывала от посторонних глаз свою «лабораторию красоты» и не показывалась перед мужчиной без косметических средств, то в «Лекарстве» он советует мужчинам наблюдать за женщиной именно в тот момент, когда она без косметики или начинает приводить себя в порядок, чтобы испытать к ней отвращение; в «Науке любви» Овидий советует мужчине проводить свой досуг посещая театр и зачитываясь любовной поэзией и как можно больше думать о возлюбленной, в «Лекарстве» он настоятельно рекомендует вычеркнуть всякий театр и поэзию из сферы своих увлечений, перестать думать о женщинах, а досуг проводить за занятием сельским хозяйством или военным делом и т. п. Попутно Овидий «дегероизирует» мифологических героев, упомянутых им в «Науке любви» и придаёт серьёзным мифологическим сюжетам жанр анекдота, а также прибегает к откровенному натурализму. Всё это придаёт поэме некую гротескность и комичность, в некоторых моментах доходящую до предельной крайности и гиперболизированности.
Поэма завершает первый период творчества Овидия, характерной чертой которого является любовная тема. После этого поэт отошёл от любовной тематики и приступил к созданию двух эпических поэм на мифологическом материале: «Метаморфозы» и «Фасты», что ознаменовало второй период его творчества.

## Переводы на русский язык
В 1874 году был опубликован прозаический перевод «Лекарства от любви», выполненный Александром Клевановым. Первый стихотворный перевод выполнен Григорием Фельдшейном; впервые он был опубликован в 1926 году. В 1973 году издательством «Художественная литература» в серии «Библиотека античной литературы» был опубликован перевод Михаила Гаспарова, неоднократно переиздававшийся после этого.

## Издания текста
- Лекарство от любви / Пер. А. C. Клеванова // Сочинения П. Овидия Назона все, какие до нас дошли : в 3 т.. — М., 1874. — Т. 1 : Послания героев и героинь. Любовные стихотворения. Искусство любить. Лекарство от любви. Косметики. О рыбах. — 264 с.
- Средства от любви / Пер. Г. С. Фельдшейна. — М., 1926. — 88 с.
- Лекарство от любви / Пер. М. Л. Гаспарова // Овидий. Элегии и малые поэмы / Сост. и предисл. М. Л. Гаспарова; коммент и ред. переводов М. Л. Гаспарова и С. А. Ошерова. — М. : Художественная литература, 1973. — С. 209—232. — 527 с. — (Библиотека античной литературы). — 40 000 экз.